# Jessica Sevick
Jessica Sevick, née le 15 juillet 1989 à Vancouver, est une rameuse canadienne.

## Carrière
Elle est médaillée d'or du skiff aux Jeux panaméricains de 2019 à Lima.
Au Jeux olympiques de Paris en 2024, l'équipe dont elle fait partie, soit l'équipage du huit de pointe féminin, a remporté la médaille d'argent au Stade nautique de Vaires-sur-Marne.